# Rouxmesnil-Bouteilles
Pour les articles homonymes, voir Bouteille (homonymie).
Rouxmesnil-Bouteilles  est une commune française située dans le département de la Seine-Maritime en région Normandie, peuplée de 1806 habitants.

## Géographie

### Localisation
Rouxmesnil-Bouteilles est située sur la rive gauche de l'Arques, à 3 km d'Arques-la-Bataille, à 3 km de Dieppe, à 7 km d'Offranville, à 15 km de Longueville-sur-Scie et à 17 km de Bacqueville-en-Caux.
Les communes limitrophes sont Arques-la-Bataille, Dieppe, Martin-Église et Saint-Aubin-sur-Scie.

### Hydrographie
La commune est située dans le bassin Seine-Normandie. Elle est drainée par l'Arques,.
L'Arques, d'une longueur de 67 km, prend sa source dans la commune de Gaillefontaine, à une altitude de 204 m (le cours d'eau porte alors le nom de rivière de la Béthune) et se jette  dans la Manche à Dieppe, après avoir traversé 24 communes. 

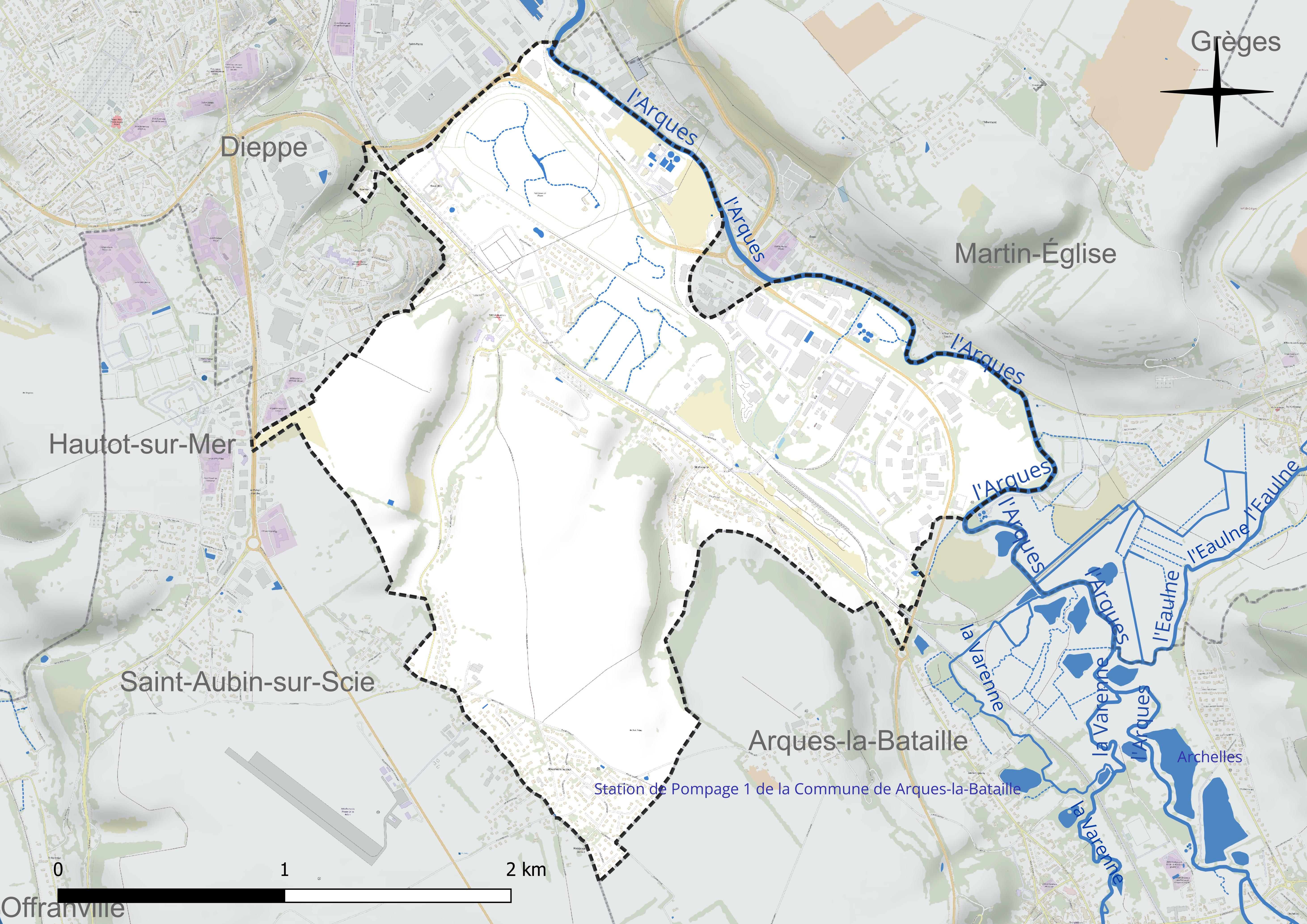
Réseau hydrographique de Rouxmesnil-Bouteilles.

### Climat
Pour des articles plus généraux, voir Climat de la Normandie et Climat de la Seine-Maritime.
En 2010, le climat de la commune est de type climat océanique franc, selon une étude du CNRS s'appuyant sur une série de données couvrant la période 1971-2000. En 2020, Météo-France publie une typologie des climats de la France métropolitaine dans laquelle la commune est exposée à un climat océanique et est dans la région climatique Côtes de la Manche orientale, caractérisée par un faible ensoleillement (1 550 h/an) ; forte humidité de l’air (plus de 20 h/jour avec humidité relative > 80 % en hiver), vents forts fréquents. Parallèlement le GIEC normand, un groupe régional d’experts sur le climat, différencie quant à lui, dans une étude de 2020, trois grands types de climats pour la région Normandie, nuancés à une échelle plus fine par les facteurs géographiques locaux. La commune est, selon ce zonage, exposée à un « climat maritime », correspondant au Pays de Caux, frais, humide et pluvieux, légèrement plus frais que dans le Cotentin.
Pour la période 1971-2000, la température annuelle moyenne est de 10,8 °C, avec une amplitude thermique annuelle de 13 °C. Le cumul annuel moyen de précipitations est de 844 mm, avec 11,9 jours de précipitations en janvier et 8,3 jours en juillet. Pour la période 1991-2020, la température moyenne annuelle observée sur la station météorologique la plus proche, située sur la commune de Dieppe à 2 km à vol d'oiseau, est de 11,3 °C et le cumul annuel moyen de précipitations est de 805,2 mm,. Pour l'avenir, les paramètres climatiques de la commune estimés pour 2050 selon différents scénarios d'émission de gaz à effet de serre sont consultables sur un site dédié publié par Météo-France en novembre 2022.

## Urbanisme

### Typologie
Au 1er janvier 2024, Rouxmesnil-Bouteilles est catégorisée ceinture urbaine, selon la nouvelle grille communale de densité à sept niveaux définie par l'Insee en 2022.
Elle appartient à l'unité urbaine de Dieppe, une agglomération intra-départementale regroupant cinq  communes, dont elle est une commune de la banlieue,,.
Par ailleurs la commune fait partie de l'aire d'attraction de Dieppe, dont elle est une commune de la couronne,. Cette aire, qui regroupe 62 communes, est catégorisée dans les aires de 50 000 à moins de 200 000 habitants,.

### Occupation des sols
L'occupation des sols de la commune, telle qu'elle ressort de la base de données européenne d’occupation biophysique des sols Corine Land Cover (CLC), est marquée par l'importance des territoires artificialisés (51,4 % en 2018), en augmentation par rapport à 1990 (38 %).
La répartition détaillée en 2018 est la suivante : zones industrielles ou commerciales et réseaux de communication (30,6 %), prairies (28,1 %), terres arables (20,3 %), zones urbanisées (12,6 %), espaces verts artificialisés, non agricoles (8,2 %), zones agricoles hétérogènes (0,3 %). L'évolution de l’occupation des sols de la commune et de ses infrastructures peut être observée sur les différentes représentations cartographiques du territoire : la carte de Cassini (XVIIIe siècle), la carte d'état-major (1820-1866) et les cartes ou photos aériennes de l'IGN pour la période actuelle (1950 à aujourd'hui).

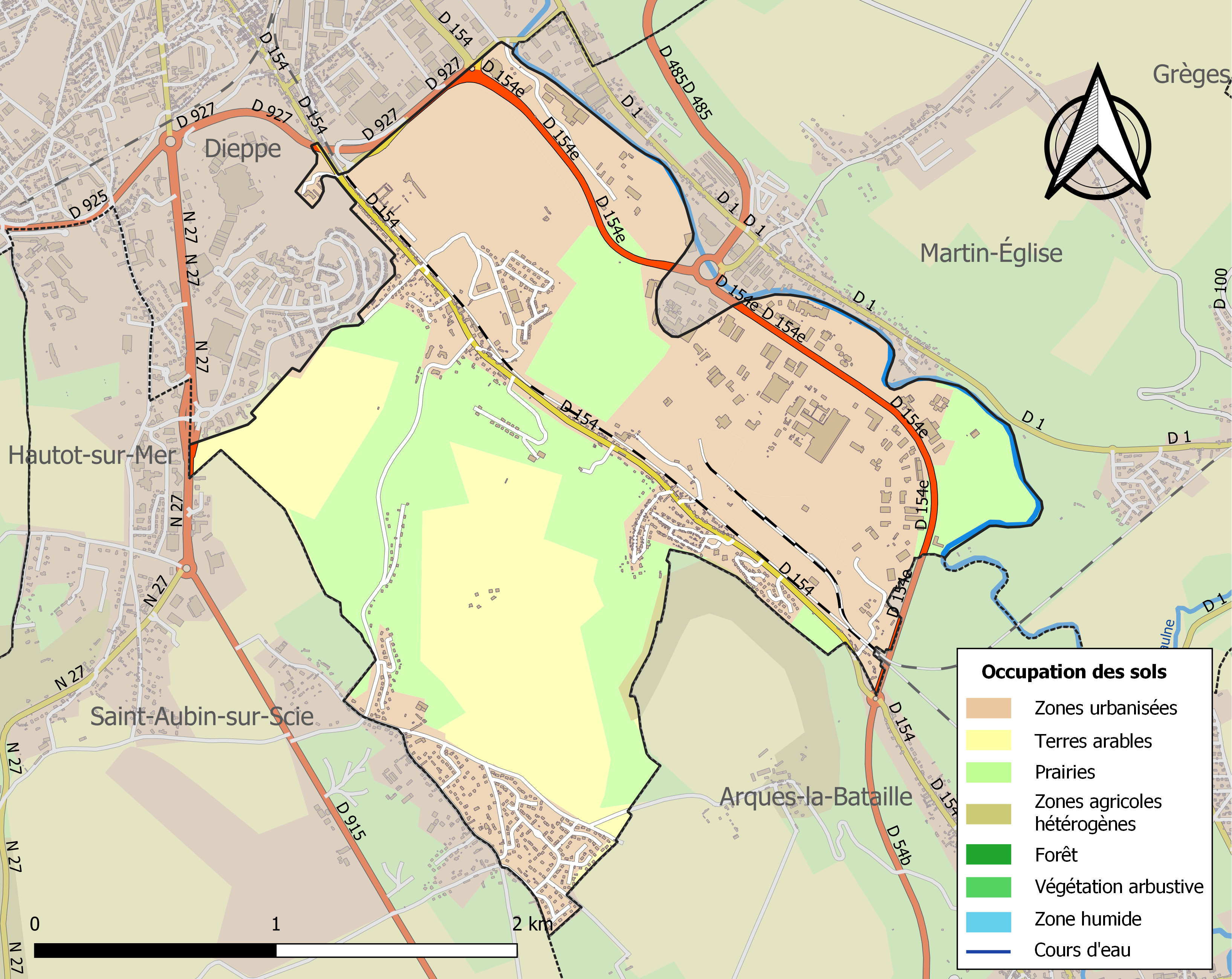
Carte des infrastructures et de l'occupation des sols de la commune en 2018 (CLC).

### Voies de communication et transports
Elle est desservie par la gare de Dieppe située à 2 km.

## Toponymie
Rouxmesnil-Bouteilles est formée par la réunion des communes de Rouxmesnil et de Bouteilles.
Rouxmesnil est attesté sous les formes Super terram suam de Roumaisnillo en 1180, Apud Romaisnillum (sans date), Romesnil en 1246, Apud Roumesnil en 1257, Presbyter de Romesnilio en 1248, Presbyter de Roumesnilio en 1258, Rousmesnil en 1460, Saint Denis de Roumesnil en 1474, Ecclesia Sancti Dionisii de Roumesnil en 1500 et en 1501, Rouxmesnil au XVIe siècle, Saint Denis de Rouxmesnil en 1715; Rouxmesnil en 1757 (Cassini).
Il s'agit d'une formation toponymique médiévale en -mesnil, élément représentant l'ancien français maisnil « maison de campagne, domaine agricole » (graphie modernisée mesnil). L'ancien français maisnil est issu du gallo-roman *MA(N)SIONILE,, dérivé du bas latin ma(n)sio (> maison), du latin mansio « gîte-relais situé le long d’une voie romaine ».
Le premier élément Roux- représente, selon le cas général, un anthroponyme. François de Beaurepaire identifie le nom de personne scandinave Rolfr, suivi en cela par Ernest Nègre, mais il propose aussi le nom de personne germanique occidental Rodulfus, forme un peu différente de celle d'Albert Dauzat qui est Rad-wulf
Remarque : la forme Rolfr n'est pas la seule possible en ancien norois, puisqu'on trouve également Hróðólfr; HróðulfR; Hrolfr, etc. ainsi que le vieux danois Rolf / Roulf. La finale -x de Rou- > Roux est une liée à l'attraction du mot bien connu roux.
Bouteilles est attesté sous les formes Butellas vers 1025; Buteculas en 1031 et 1032, entre 1037 et 1045; A ecclesiam que dicitur Buteculas entre 1082 et 1087; In villa que dicitur Butellias en 1088; Ecclesia de Butell (variante de Buteilles) et In ecclesie de Botellis en 1142; Apud Botellas entre 1144 et 1150; Apud Botellas en 1146 et 1150; De Botellis en 1172; Ad Butelias au XIIe siècle; Masuram de Bouteilles en 1156 et 1161 ; de Bouteilles en 1172 et 1175 ; Apud Buteilles en 1172 et 1178 ; de Buteillis en 1178; In salina mea de Botellis avant 1189 ; Villam de Boteilles en 1197; De Botellis entre 1195 et 1198; De Boteillis en 1198 ; de Butellis et apud Botellas à la fin du XIIe siècle ; De salinis de Boutellis au début du XIIIe siècle ; de Buteillis en 1212; Apud Botelles en 1214; Ecclesie de Boutellis en 1215; Ecclesie Sancti Sydonii de Botellis en 1224 et 1225; Ecclesie de Boutellis vers 1240; Habulam Butellarum en 1241; Bouteilles (variante Boutelles) en 1337 ; Apud Boteilles vers 1385 ; Salines du Val de Bouteilles en 1393; Fief a Bouteilles en 1419; Boutailles en 1431 (Longnon, 36, 81) ; Saint Saëns de Bouteilles en 1715; Bouteilles en 1715 (Frémont) et en 1757 (Cassini).
Bouteilles est peut-être issu de l'anglo- saxon bothel « maison ». Cependant, la forme attendue serait *Bouelles, comme Bouelles (Seine-Maritime). En réalité, les formes anciennes et la phonétique impliquent le sens de « bouteille », mais François de Beaurepaire note qu'il n'existe aucune trace d'une fabrique de ce genre. Il propose également une alternative par une forme vieil anglais modernisée en bottle, issue de bothel.

## Histoire
À la fin du XIIe siècle, Richard Cœur de Lion, échange Dieppe et la seigneurie de Bouteilles, les terres et les salines, à Gautier de Coutances, archevêque de Rouen, contre la baronnie des Andelys aboutissant à la construction de Château-Gaillard.
Pendant la Seconde Guerre mondiale, le village a subi plusieurs bombardements en août 1944.

## Politique et administration
| Période                                  | Période                    | Identité          | Étiquette | Qualité |
| ---------------------------------------- | -------------------------- | ----------------- | --------- | --- |
| Les données manquantes sont à compléter. |                            |                   |           | |
| 1936                                     |                            | Boutillier        |           | |
| mars 1965                                | mars 2008                  | Corentin Ansquer, |           | Cadre retraité chez Baillard à Saint-Nicolas Président du Crédit Mutuel de Normandie Vice-président de CA de la Région Dieppoise (2003 → 2008 ) |
| mars 2008                                | En cours (au 10 août 2020) | Jean-Claude Grout | DVG       | Enseignant retraité Vice-président de CA de la Région Dieppoise (2014 → ) Réélu pour le mandat 2020-2026,                                       |

## Population et société

### Démographie
L'évolution du nombre d'habitants est connue à travers les recensements de la population effectués dans la commune depuis 1793. Pour les communes de moins de 10 000 habitants, une enquête de recensement portant sur toute la population est réalisée tous les cinq ans, les populations de référence des années intermédiaires étant quant à elles estimées par interpolation ou extrapolation. Pour la commune, le premier recensement exhaustif entrant dans le cadre du nouveau dispositif a été réalisé en 2007.

En 2022, la commune comptait 1 806 habitants, en évolution de −3,22 % par rapport à 2016 (Seine-Maritime : +0,35 %, France hors Mayotte : +2,11 %).
| 1793 | 1800 | 1806 | 1821 | 1831 | 1836 | 1841 | 1846 | 1851 |
| ---- | ---- | ---- | ---- | ---- | ---- | ---- | ---- | ---- |
| 50   | 46   | 56   | 47   | 182  | 232  | 226  | 24   | 228  |

| 1856 | 1861 | 1866 | 1872 | 1876 | 1881 | 1886 | 1891 | 1896 |
| ---- | ---- | ---- | ---- | ---- | ---- | ---- | ---- | ---- |
| 242  | 232  | 248  | 262  | 284  | 276  | 290  | 287  | 307  |

| 1901 | 1906 | 1911 | 1921 | 1926 | 1931 | 1936 | 1946 | 1954 |
| ---- | ---- | ---- | ---- | ---- | ---- | ---- | ---- | ---- |
| 323  | 358  | 384  | 408  | 486  | 623  | 851  | 698  | 719  |

| 1962 | 1968 | 1975  | 1982  | 1990  | 1999  | 2006  | 2007  | 2012  |
| ---- | ---- | ----- | ----- | ----- | ----- | ----- | ----- | ----- |
| 783  | 868  | 1 005 | 1 129 | 1 686 | 1 774 | 1 837 | 1 840 | 1 974 |

| 2017  | 2022  | - | - | - | - | - | - | - |
| ----- | ----- | - | - | - | - | - | - | - |
| 1 847 | 1 806 | - | - | - | - | - | - | - |

### Sports et loisirs
La commune est traversée par l'avenue verte, itinéraire cyclable qui relie Paris à Londres.

## Culture locale et patrimoine

### Lieux et monuments
- Manoir d'Hacquenouville, demeure, en silex et en grès, construite au XVIe siècle. Il fut la propriété de la famille du compositeur Claude Delvincourt. Actuellement mairie.
- Croix de la moinerie du XIe siècle.
- Chapelle Sainte-Thérèse, construite en 1929-1931 par l'architecte rouennais Georges Thurin.

## Héraldique
| Blason à dessiner | Blason  | D'azur à l'ombre d'un cube posé en perspective, les arêtes en filets prolongés au-delà des angles et alésés d'or, chaque angle du cube chargé d'un besant alternant d'argent et d'or. |
| Blason à dessiner | Détails | Le statut officiel du blason reste à déterminer. |